# سالومي أورينا
سالومي أورينا (بالإنجليزية: Salomé Ureña)‏ (21 أكتوبر 1850، سانتو دومينغو في جمهورية الدومينيكان - 6 مارس 1897، سانتو دومينغو في جمهورية الدومينيكان)؛ كاتِبة وشاعرة دومينيكانية.